# اینفینیتی جی
اینفینیتی جی (Infiniti G) خودرویی است که از سال ۱۹۹۱ تا ۱۹۹۶>۱۹۹۹–کنون
(for G۳۰) ۱۹۸۵ تا ۲۰۰۶تولید شده‌است.